# Théophile Bureau
Théophile Bureau (Gent, 31 januari 1827 - 31 augustus 1884) was een Belgisch hoogleraar Architectuur en Stedenbouw en architect, gevestigd in Gent.

## Levensloop
Hij was de zoon van Henricus Bureau, een bediende. Hij volgde secundair onderwijs aan de Centrale School van het Scheldedepartement, het latere Koninklijk Atheneum aan de Ottogracht te Gent. In 1850 behaalde hij het diploma van ingenieur Bruggen en Wegen en werd op 30 oktober van datzelfde jaar benoemd tot conducteur van Bruggen en Wegen.
Hij werd op 14 maart 1851 benoemd tot docent aan het “Instituut Royal d’Horticulture de Gentbrugge”, de in 1849 door Louis Benoît Van Houtte opgerichte tuinbouwschool. Op 4 december 1851 jaar kreeg hij een tijdelijke benoeming (die op 17 maart 1853 definitief werd) tot docent aan de Nijverheidsschool van Gent (toen een aanhangsel van de Gentse universiteit met drie richtingen ingenieursopleidingen: Kunsten en Ambachten, Burgerlijke Architectuur en Bruggen en Wegen).
Hij huwde op 28 februari 1859 te Bottelare met Elisa Maria De Saegher (dochter van de notaris die ook burgemeester van Bottelare was).
Hij werd op 26 april 1859 bevorderd tot ingenieur van Bruggen en Wegen. Op 30 september 1869 werd hij belast met cursussen industriële constructie en technologie van textielmaterialen aan de School voor Kunsten en Ambachten.
Op 7 mei 1870 werd hij benoemd tot directeur van de Nijverheidsschool van Gent. 
Op 31 mei 1878 werd hij Ridder in de Leopoldsorde.
Hij overleed op 31 augustus 1884 te Gent.

## Werken
- Adegem (Adegem-Dorp 26): Voormalig hospice en gemeentelijke meisjesschool, nu OCMW Rustoord Sint-Elisabeth
- Adegem (Adegem-Dorp 28): Gemeentehuis, onderwijzerswoning, gemeenteschool
- Beervelde (Beervelde-Dorp 71-77): Kasteel van Beervelde (in 1946 gesloopt)
- Deinze (Veldstraat 48): Kasteel van Kervyn de Meerendré (verfraaiing)
- Kruisem (Markt 1): Gemeentehuis van Kruishoutem
- Laarne (Lepelstraat 1): Pastorie Sint-Machariusparochie
- Maldegem (Kleitkalseide 109): School en onderwijzerswoning
- Merelbeke (Lindestraat zn): Parochie- en bedevaartkerk Sint-Anna (toevoeging vierde torengeleding, horloge- en klokkenkamer met koepeldak)
- Moortsele (Kasteelstraat 3-7, 10): Kasteel Verschaffelt
- Overmere (Baron Tibbautstraat zn): Onze-Lieve-Vrouw Hemelvaartkerk
- Oudenaarde (Deinzestraat zn): Parochiekerk Sint-Petrus
- Schoonaarde: de Schoonaardebrug over de Schelde
- Sint-Niklaas (Grote Markt 43): restauratie en uitbreiding Landhuis (voormalige zetel van het hoofdcollege van het Land van Waas)
- Uitbergen: ijzeren draaibrug over de Schelde (vernield op 19 mei 1940)
- Uitbergen (Veerstraat 1): Brugwachtershuis

## Publicaties
- Handboek voor vuurmakers en machinisten van stoomtuigen, inhoudende de beschryving der fabriekstoomtuigen, hunne geleiding, hunne Ontstellingen en de Toevallen waeraen zy onderhevig ziyn. Uitg. Hoste, Gent 1857, 1875.
- Manuel des chauffeurs et conducteurs de machines à vapeur, comprenant la Description, la Conduite, l'Entretien et les Dérangements des Machines à Vapeurfixes employés dans l’Industrie. Uitg. Hoste, Gent 1860, 1864, 1872.
- Plans et projets de différentes fabriques. Gand, autogr. Meyer-Van Loo, 1875.
- Technologie des matières textiles: notes prises au cours professé à l'Ecole spéciale des arts et manufactures. Uitg. 1875, 1883.
- Manuel des chauffeurs et conducteurs de machines à vapeur. Uitg. Hoste, Gent 1878, 1885.
- Rapport sur l'enseignement professionnel et spécialement sur l'organisation des Écoles industrielles. Uitg. Annoot-Braeckman, Gent 1880.
- Conduite et entretien des appareils de chauffage à eau chaude à basse pression : à l'usage des propriétaires de ces appareils et des personnes chargés de leur service. Uitg. Hoste, Gent 1881.